# Isle of Man TT 1968
Isle of Man TT 1968 je bila tretja dirka motociklističnega prvenstva v sezoni 1968. Potekala je na dirkališču Isle of Man.

## Razred 500 cm³
| Poz | Dirkač           | Št | Država              | Moštvo           | Hitrost    | Čas       | Točke |
| --- | ---------------- | -- | ------------------- | ---------------- | ---------- | --------- | ----- |
| 1   | Giacomo Agostini | 7  | Italija             | MV Agusta        | 103.63 mph | 2:13.39.4 | 8     |
| 2   | Brian Ball       | 30 | Združeno kraljestvo | Seeley Matchless | 95.97 mph  | 2:22.08.4 | 6     |
| 3   | Barry Randle     | 39 | Združeno kraljestvo | Petty Norton     | 95.57 mph  | 2:22.26.8 | 4     |
| 4   | Bill Smith       | 14 | Združeno kraljestvo | Matchless        | 95.02 mph  | 2:22.58.0 | 3     |
| 5   | Bernie Lund      |    | Združeno kraljestvo | Matchless        | 94.96 mph  | 2:22.34.2 | 2     |
| 6   | Kel Carruthers   | 3  | Avstralija          | Norton           | 94.23 mph  | 2:23.06.4 | 1     |

## Razred 350 cm³
| Poz | Dirkač           | Št | Država              | Moštvo    | Hitrost    | Čas       | Točke |
| --- | ---------------- | -- | ------------------- | --------- | ---------- | --------- | ----- |
| 1   | Giacomo Agostini | 6  | Italija             | MV Agusta | 104.78 mph | 2:09.38.6 | 8     |
| 2   | Renzo Pasolini   | 17 | Italija             | Benelli   | 102.65 mph | 2:12.19.6 | 6     |
| 3   | Bill Smith       | 7  | Združeno kraljestvo | Honda     | 95.02 mph  | 2:22.58.6 | 4     |
| 4   | Derek Woodman    | 15 | Združeno kraljestvo | Aermacchi | 93.46 mph  | 2:25.21.4 | 3     |
| 5   | John Cooper      | 16 | Združeno kraljestvo | Seeley    | 93.35 mph  | 2:25.32.0 | 2     |
| 6   | Jack Findlay     | 1  | Avstralija          | Aermacchi | 93.04 mph  | 2:26.00.0 | 1     |

## Razred 250 cm³
| Poz | Dirkač         | Št | Država                        | Moštvo  | Hitrost   | Čas       | Točke |
| --- | -------------- | -- | ----------------------------- | ------- | --------- | --------- | ----- |
| 1   | Bill Ivy       | 21 | Združeno kraljestvo           | Yamaha  | 99.58 mph | 2:16.24.8 | 8     |
| 2   | Renzo Pasolini | 5  | Italija                       | Benelli | 98.00 mph | 2:18.36.8 | 6     |
| 3   | Heinz Rosner   | 12 | Nemška demokratična republika | MZ      | 95.04 mph | 2:22.56.4 | 4     |
| 4   | Malcolm Uphill | 1  | Združeno kraljestvo           | Suzuki  | 93.86 mph | 2:24.44.4 | 3     |
| 5   | Rod Gould      | 32 | Združeno kraljestvo           | Yamaha  | 93.61 mph | 2:25.07.0 | 2     |
| 6   | Bill Smith     | 3  | Avstralija                    | Yamaha  | 92.26 mph | 2:27.14.8 | 1     |

## Razred 125 cm³
| Poz | Dirkač         | Št | Država              | Moštvo        | Hitrost   | Čas       | Točke |
| --- | -------------- | -- | ------------------- | ------------- | --------- | --------- | ----- |
| 1   | Phil Read      | 2  | Združeno kraljestvo | Yamaha        | 99.12 mph | 1:08.31.4 | 8     |
| 2   | Bill Ivy       | 9  | Združeno kraljestvo | Yamaha        | 97.78 mph | 1:09.27.8 | 6     |
| 3   | Kel Carruthers | 12 | Avstralija          | Suzuki        | 86.69 mph | 1:18.21.2 | 4     |
| 4   | Tommy Robb     | 11 | Združeno kraljestvo | Bultaco       | 85.80 mph | 1:19.10.4 | 3     |
| 5   | Gordon Keith   | 7  | Rodezija            | Brown Special | 84.88 mph | 1:20.06.4 | 2     |
| 6   | Steve Murray   | 16 | Združeno kraljestvo | Honda         | 83.19 mph | 1:21.09.4 | 1     |

## Razred 50 cm³
| Poz | Dirkač          | Št | Država              | Moštvo | Hitrost   | Čas       | Točke |
| --- | --------------- | -- | ------------------- | ------ | --------- | --------- | ----- |
| 1   | Barry Smith     | 1  | Avstralija          | Derbi  | 72.90 mph | 1:33.10.4 | 8     |
| 2   | Chris M.Walpole | 9  | Združeno kraljestvo | Honda  | 67.26 mph | 1:40.59.6 | 6     |
| 3   | Les Griffiths   | 14 | Združeno kraljestvo | Honda  | 66.12 mph | 1:42.36.0 | 4     |
| 4   | David Lock      | 12 | Združeno kraljestvo | Honda  | 65.66 mph | 1:43.27.8 | 3     |
| 5   | Jim Pink        | 29 | Združeno kraljestvo | Honda  | 64.14 mph | 1:45.54.2 | 2     |
| 6   | R.M.Udall       | 7  | Združeno kraljestvo | Honda  | 67.70 mph | 1:40.03.8 | 1     |